# Кокора (Пейпсіяере)
Ко́кора (ест. Kokora küla) — село в Естонії, у волості Пейпсіяере повіту Тартумаа.

## Населення
Чисельність населення на 31 грудня 2011 року становила 77 осіб.

## Географія
Через населений пункт проходять автошляхи 22237 (Алатсківі — Пала) та 22238 (Калласте — Кокора — Сииру).

## Історія
До 23 жовтня 2017 року село входило до складу волості Алатсківі.